# Jan Wielopolski (zm. 1668)
Jan Wielopolski herbu Starykoń (ur. ok. 1605, zm. w 1668) – wojewoda krakowski w latach 1667–1668, kasztelan wojnicki w latach 1655–1667, starosta warszawski w 1658 roku, starosta nowotarski w 1652 roku, starosta biecki w latach 1639–1655.

## Życiorys
Syn Kaspra i Elżbiety Broniewskiej herbu Tarnawa, pierwszy znany przedstawiciel rodu Wielopolskich. Dziedzic Kobylanki. Kształcił się od 1620 w Akademii Krakowskiej, przebywał też na dworze króla Władysława IV, gdzie nawiązał przyjazne stosunki z Jerzym Lubomirskim i braćmi Adamem i Stanisławem Kazanowskimi. Ożenił się w 1649 z Zofią Kochanowską córką chorążego koronnego Jana Kochanowskiego. miał z nią syna Jana. Dworzanin królewski od 1635, uzyskał tytuł hrabiego Świętego Cesarstwa Rzymskiego, od 1649  administrator żup bocheńskich, kasztelan wojnicki od 1655.  Był członkiem konfederacji generalnej zawiązanej 31 lipca 1648 roku. 
Poseł na sejm 1638 roku, sejm 1639 roku, sejm 1641 roku, sejm 1643 roku, sejm 1645 roku.
Był elektorem Jana II Kazimierza Wazy z województwa krakowskiego w 1648 roku, podpisał jego pacta conventa.
Poseł na sejm koronacyjny 1649 roku z województwa krakowskiego. Poseł na sejm 1649/1650 roku z sejmiku proszowickiego województwa krakowskiego. Poseł na sejm 1653 roku z województwa krakowskiego.
W 1667 roku został wojewodą krakowskim rezydował w krakowskim pałacu. Był także starostą: bieckim, warszawskim, bocheńskim, nowotarskim. Nabył kilka kluczy dóbr: klucz 12 tzw. wsi ruskich od Małego Beskidu po Żmigród, klucz strzyżowski, Pieskową Skałę. Kupił także dobra Obory w pobliżu Warszawy. W 1660 został starostą warszawskim. Uczestniczył w sejmikach, był dziesięciokrotnie wybierany posłem na sejm, 4 razy marszałkiem sejmiku proszowskiego. Od roku 1650 czynił bezskuteczne starania o pozyskanie urzędu podkanclerza koronnego. W 1655 po śmierci Michała Stanisława Tarnowskiego, uzyskał kasztelanię wojnicką – jedną z najważniejszych kasztelanii w kraju. Stał się zatem pierwszym senatorem
w rodzinie. Po dwunastu latach doczekał się w końcu nagrody za zasługi wojenne i poparcie króla podczas rokoszu Lubomirskiego – otrzymał województwo krakowskie.
Gorliwy katolik, popierał reformatów bieckich i krakowskich, jako starosta biecki przyczynił się do wydalenia arian. Ufundował zakonowi reformatów w 1645 kościół i klasztor w Bieczu. Wspierał fundacjami i nieruchomościami reformatów w Krakowie. Zmarł wskutek paraliżu został pochowany w kościele Świętej Anny w Warszawie, którego był głównym fundatorem.